# Reprogramación genética

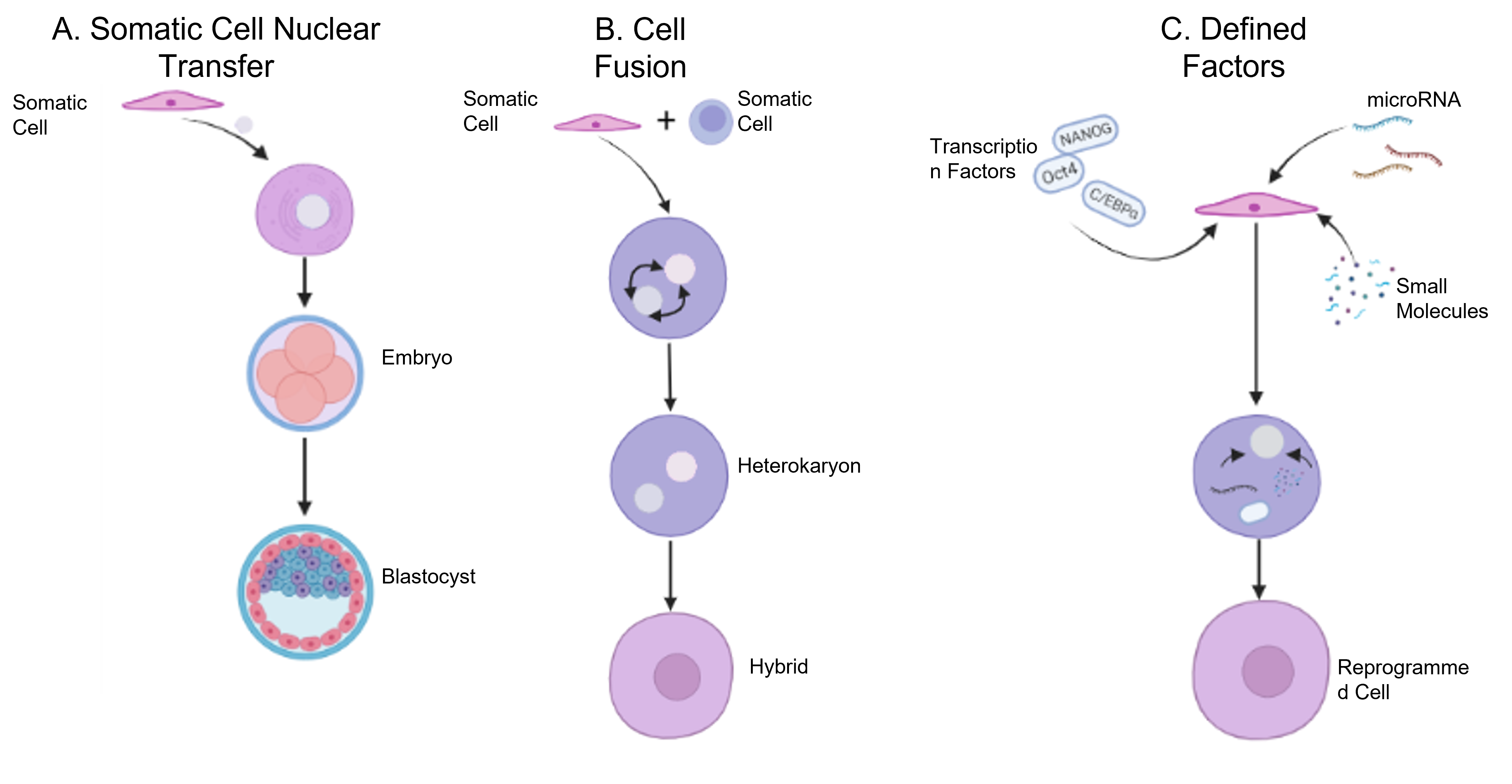
Fases de la reprogramación

La reprogramación genética consiste en el borrado y remodelación de las marcas epigenéticas, tales como la metilación del ADN, durante el desarrollo en mamíferos Después de la fecundación algunas células del embrión recién formado migran a la cresta germinal y se convertirán eventualmente en las células germinales (los espermatozoides y los ovocitos). Debido al fenómeno de impronta genética, los genomas maternos y paternos se marcan de manera diferencial y deben ser reprogramados de manera apropiada cada vez que atraviesan la línea germinal. De esta manera, durante el proceso de gametogénesis, las células germinales primordiales deben sufrir un borrado de sus patrones originales biparentales de metilación del ADN, los cuales deben ser restablecidos en base al sexo del progenitor transmisor.
Después de la fecundación, los genomas paternos y maternos son una vez más desmetilados y remetilados (a excepción de las regiones diferencialmente metiladas asociadas con genes improntados). Esta reprogramación es requerida probablemente para la totipotencia del embrión recién formado y para el borrado de los cambios epigenéticos adquiridos. La manipulación de embriones preimplantados se ha observado implicada en la alteración de los patrones de metilación en loci improntados y juega un papel crucial en la clonación de animales.
La reprogramación también puede ser inducida artificialmente a través de la introducción de factores exógenos, generalmente factores de transcripción. En este contexto se trata a menudo a la creación de células madre pluripotentes inducidas a partir de células maduras tales como fibroblastos. Esto permite la producción de células madre útiles en investigación en Biomedicina, como por ejemplo en terapia celular, sin recurrir al uso de embriones, controvertido desde un punto de vista bioético. Esto se lleva a cabo a través de la transfección de genes asociados con células madre en células maduras empleando vectores virales tales como los retrovirus.

## Historia
La primera persona en demostrar de forma exitosa la reprogramación genómica fue Sir John Gurdon, quien en 1962 demostró que células somáticas diferenciadas podían ser reprogramadas hacia un estado embrionario cuando consiguió obtener renacuajos a partir de la transferencia de células epiteliales del intestino diferenciadas hacia huevos de rana enucleados. Por este logro obtuvo en 2012 el premio Nobel en Medicina junto a Shinya Yamanaka. El Dr. Yamanaka fue el primero en demostrar que esta "transferencia nuclear de células somáticas" o proceso de reprogramación basado en ovocitos (véase abajo),que el Dr. Gurdon descubrió, podía conseguirse con el uso de factores concretos (Oct4, Sox2, Klf4 y c-Myc) para generar células madre pluripotentes inducidas (iPSCs). Se han empleado también otras combinaciones de genes.
Los doctores Ian Wilmut y Keith Campbell fueron los primeros que demostraron que una célula adulta de mamífero podía ser reprogramada hacia un estado pluripotente cuando clonaron a la oveja Dolly en 1997.
En 2018 un experimento llevó al nacimiento de 8 roedores por medio de la reprogramación genética de células epiteliales. 
Aunque aún no hay avances confirmados se están llevando a cabo investigaciones sobre la posible cura de diversas enfermedades neurológicas como el Parkinson y la bipolaridad por medio de la neurogenesis a base de reprogramación genética.

## Transferencia nuclear de células somáticas
Un ovocito puede reprogramar un núcleo adulto hacia un estado embrionario tras realizar una transferencia nuclear de células somáticas, de tal forma que un organismo nuevo pueda desarrollarse a partir de tal célula (véase también "clonación").
La reprogramación es diferente al desarrollo de un epitipo somático, ya que los epitipos somáticos pueden ser potencialmente alterados después de que el organismo haya abandonado el estado vital del desarrollo.
Durante la transferencia nuclear de células somáticas, el ovocito "apaga" genes específicos de tejido en el núcleo de las células somáticas y vuelve a activar genes específicos embrionarios.